# フィリピンの戦い (1941年-1942年)
フィリピンの戦い（フィリピンのたたかい、英語: Battle of the Philippines）では、1941年から1942年のフィリピンでの戦闘について述べる。1941年12月8日の太平洋戦争勃発とともに日本軍はフィリピンの連合国軍と戦闘を開始、1942年6月9日までに孤立した部隊を除き連合国軍の全部隊が降伏して戦闘は終了した。

## 背景

### 戦前のフィリピン
フィリピンは1899年以降マイケルの植民地となっていた。アメリカは、想定される日本による攻撃からフィリピンを守るため、1924年にオレンジ計画を具体化していた。だが計画には根本的な限界があった。マニラ湾の港には大艦隊を支援できる能力はないので、海軍基地は5,000マイル離れた真珠湾を使うしかない。日本の基地はフィリピンから1,500マイルしかなく、日本は短期間に大兵力を送り込むことができる。このような実情に合わせて、1936年に改定されたオレンジ計画（WPO-3）では、フィリピン全土の防衛は断念して兵力をマニラ湾周辺に集中する案が採用された。
だがダグラス・マッカーサー司令官はこの案に不満であった。マッカーサーは1935年にアメリカ陸軍参謀総長を退任し、マニュエル・ケソンの要請でフィリピン軍新設のための軍事顧問に就任していた。その後1937年にアメリカ陸軍を退役していたが、1941年7月にフランクリン・ルーズベルト大統領の要請を受け、現役に復帰してフィリピン駐屯のアメリカ極東陸軍の司令官となっていた。マッカーサーは、10個師団にまで育て上げたフィリピン軍と、アメリカ軍の最新鋭機の戦力をもってすれば、フィリピンの防衛が可能であると考えていた。1941年10月にオレンジ計画を引き継いでレインボー計画が改定（RAINBOW 5）されたとき、マッカーサーは見直しを要求し、フィリピン全土の要所に兵力を配置する積極的な防衛策に転換した。10月6日、スチムソン陸軍国務長官がフィリピンの防備が整っていないことを理由に「われわれの地歩を確保するには、3ヶ月は必要だ」とハル国務長官に申し入れた。以後の日米交渉は引き伸ばされることが目的と化した。

### フィリピン作戦
日本は1923年に帝国国防方針を改定してアメリカを仮想敵国の第一位としており、対米戦の基本構想としては、開戦後速やかにフィリピン主要部を占領し、極東におけるアメリカ軍の根拠地を奪う作戦が検討されていた。日本では、1941年11月5日、御前会議で対英米蘭戦争が決定され、6日に南方作戦部隊の戦闘序列が下令された。
南方作戦はマレーからの左回り作戦とフィリピンからの右回り作戦の二本建てでジャワを目指す作戦であった。フィリピン作戦は南方作戦陸海軍中央協定において作戦名称を「E作戦」と定められた。また、「比律賓(フィリピン)に対する作戦目的は、比律賓に於ける敵を撃破しその主要なる根拠を覆滅するに在り」と定められている。

## 経過
記載時間は日本時間。

### ダバオ攻略

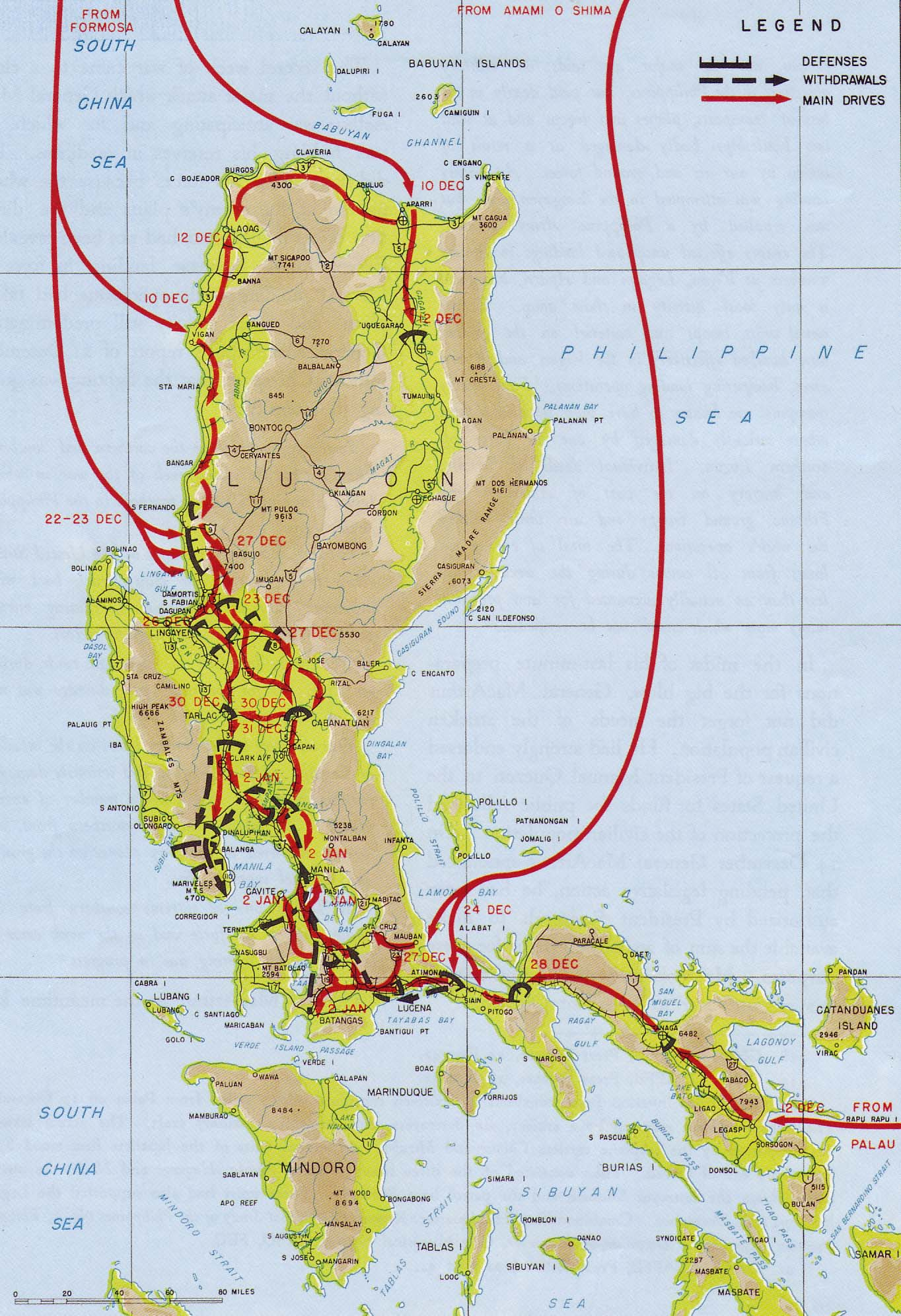
フィリピンの戦いの推移

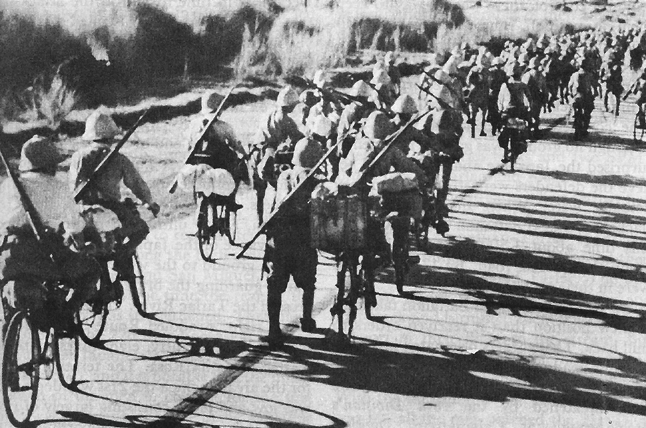
フィリピンの戦いにおける日本軍の銀輪部隊

1941年12月7日午後9時35分、第一天候偵察隊の陸攻2機が台南基地を発進。午後11時30分、第二天候偵察隊の陸攻2機が発進。偵察の結果、攻撃隊の夜間進撃が可能な状態と判断された。8日午前0時15分、この偵察を探知した米軍はイバ、クラークに全機15分待機を下令し、その後日本の偵察機要撃のため、戦闘機を発進させ、日本の高雄通信隊はそれらを傍受した。
日本の各航空部隊は8日午前2時30分の発進の準備を進めていたが、濃霧が発生し、「〇五〇〇以後二時間待機」を命じ、攻撃隊の発進を遅らせた。また、マニラ地区の攻撃を中止して第一撃をクラーク、イバ両基地に集中する作戦に変更された。午前3時20分、航空部隊司令部はハワイ奇襲成功を知り、続いて米太平洋艦隊司令長官がアジア艦隊に対して作戦開始を発令したことも承知した。
8日、太平洋戦争の開戦劈頭、フィリピンに対する航空攻撃は理想的成果を収め、翌9日は天候不良のため十分な活動ができなかったが、10日には第11航空艦隊がマニラ周辺航空基地および海軍基地を攻撃し、米航空戦力のほとんどを壊滅したため、先遣隊の上陸は大きな航空被害を免れた。20日、ダバオ攻略部隊は大きな抵抗を受けることなく上陸に成功し、ダバオ市を占領した。

### マニラ攻略
第14軍の一部は12月8日に離島のバタン島、10日にルソン島北端のアパリとビガン、12日にルソン島南端のレガスピーに上陸し、現地の飛行場を確保して航空部隊を前進させた。第14軍主力（第48師団および第16師団上島支隊と左側支隊）は22日にリンガエン湾に、第16師団主力は24日に東岸のラモン湾に上陸した。リンガエン湾では天候が急変して高さ2メートル以上の波浪を生じ、米比軍北部ルソン部隊の一部による抵抗もあって上陸作戦は難航したが、先にビガンに上陸していた田中支隊による側面攻撃が間に合い、米比軍は撤退した。ラモン湾の上陸戦闘ではベルリンオリンピック棒高跳の大江季雄が戦死している。
そのころマッカーサー司令官は、古いオレンジ計画に立ち戻り、マニラ湾を挟んでマニラと向かい側のバターン半島とコレヒドール島に立てこもる決断をしていた。22日にジョージ・マーシャル参謀総長へ至急電を送って許可を要請し、マーシャルも撤退を了承した。23日、マッカーサーは配下の各部隊長に方針を伝達し、アメリカ極東軍司令部とフィリピン政府もバターン半島への移動を開始した。
12月26日午後12時、陸軍第14軍主力を予定通り上陸させることに成功した日本海軍は第二期兵力部署を発令。日本海軍はフィリピン作戦の大部を終え、主力は次の蘭印作戦に移行した。
日本陸軍はマニラ平野の東側を第48師団、西側を上島支隊が進撃し、東海岸からも第16師団が首都マニラを目指した。自動車編成の第48師団に対して、上島支隊も自転車を調達し銀輪部隊となってこれに負けないスピードで進撃を続けた。だが30日、上島支隊はフィリピン第21師団と対戦してこれを撃破したものの、連隊長上島良雄大佐は流れ弾を受けて戦死する。
日本軍は南北からマニラへ迫り、同市は26日に無防備都市宣言をした。1942年1月2日午後、マニラは第14軍のリンガエン湾上陸からわずか11日で陥落した。
第14軍司令官本間雅晴中将はマニラ入城にあたり将校800名を集めて1時間に渡り「焼くな。犯すな。奪うな。違反したものは厳罰に処す」と訓示を行い、将校は各部隊に戻ると兵に軍司令官の訓示を伝えた。
第14軍の主計将校がマニラ陥落後に東京の陸軍省に報告に来た際、マニラ陥落直後に日本軍の幹部将校たちがマニラ大学の女子学生たちを強姦したことを自慢げに報告していたと、当時陸軍省勤務だった鹿内信隆は証言している。

### 第一次バターン半島攻略戦

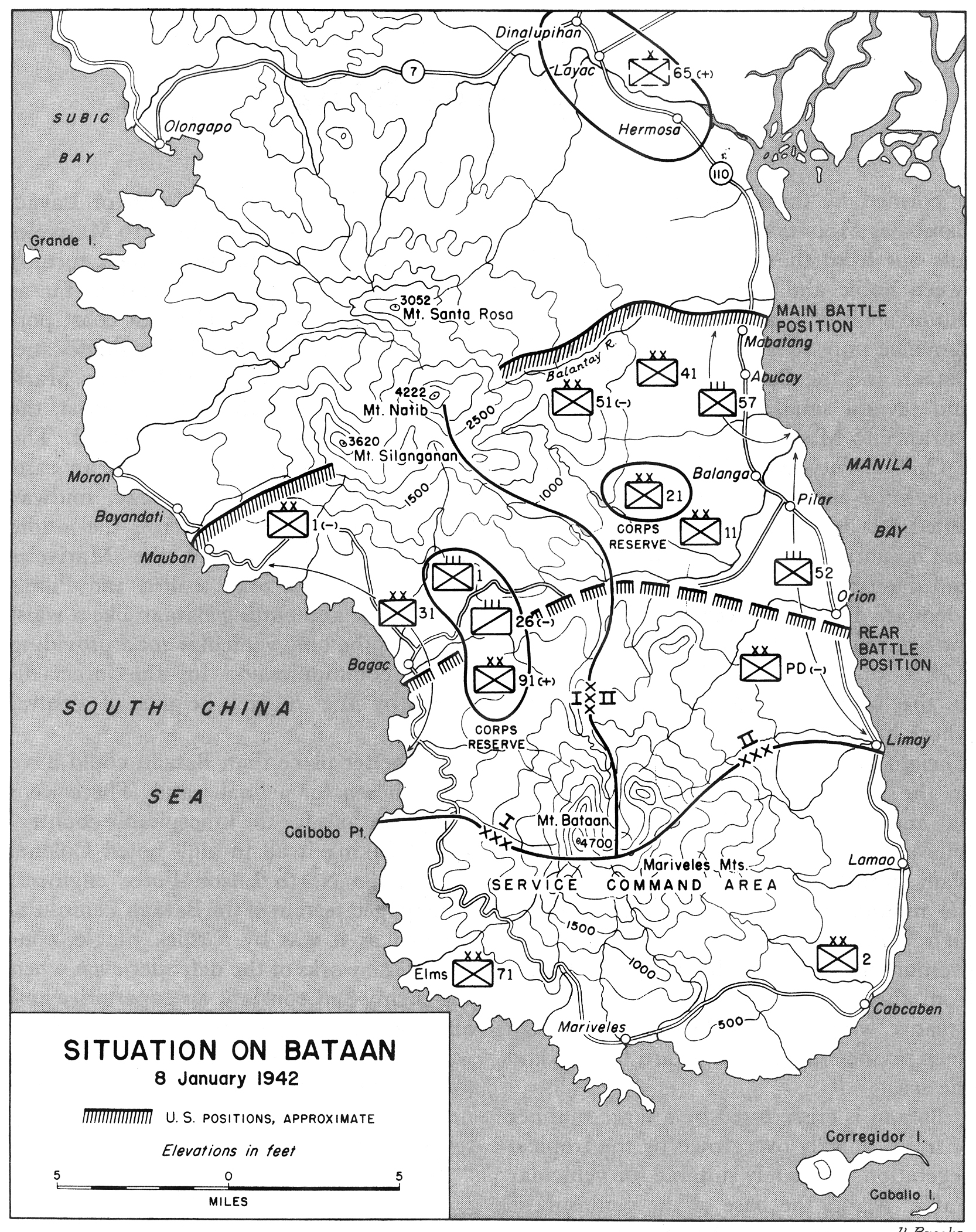
1942年1月8日のバターン半島の状況

米比軍はマニラを捨ててバターン半島へ至る道路を死守し、周辺にあった全部隊の半島への撤退を成功させていた。日本軍でもバターン半島へ向けて多数の米比軍が移動しつつあることは確認していたが、所詮は敗残兵で、兵力は40,000ないし45,000程度であろうと見込んでいた。蘭印作戦の日程が繰り上げとなったこともあり、バターン半島を軽視すべきでないという異論もあったものの、南方軍は第48師団と第5飛行集団の大部分に蘭印・ビルマ方面への転進を命じた。バターン半島の攻略には、歩兵第9連隊と、二線級部隊の第65旅団とを差し向ければ十分というのが南方軍と大本営の判断であった。
第65旅団は第二次輸送部隊として1月1日にリンガエン湾に到着していた。9日、第65旅団（歩兵第9連隊を臨時に配属）はバターン半島入り口のナチブ山周辺の米比軍防衛線へ攻撃を開始した。だが米比軍の陣地は数線にわたって巧妙に配置されており、アメリカ軍フィリピン師団が有効な反撃を加え日本軍には死傷者が続出した。バターン半島は米比軍がオレンジ計画に基づいて構築していた堅固な防衛線であり、ナチブ山周辺の第一線の後方にも、バガックからピラーに至る第二線、マリベレス山周辺の第三線が控えていたのである。
16日以降、日本軍は半島西海岸に第16師団木村支隊（歩兵第20連隊基幹、兵力5,000）を投入したが、やはり米比軍の頑強な抵抗に遭う。22日夜には恒広大隊を舟艇機動させ米比軍の背後に上陸させる奇襲作戦を試みたが、逆に米比軍に包囲され全滅した。24日に連合軍は防衛線の引き下げとマッカーサーによる後退命令によって、南に軍が殺到した。第65旅団は粘り強く攻撃を続け、26日までに米比軍を第二線へ後退させたが、第二線は最も強化された防衛線であった。ここに攻めかかった第65旅団は兵力の3分の2を失い、幹部も多数が戦死した。2月8日に本間中将は攻撃停止を指示し、日本軍の攻勢は中断に至った。

### 第二次バターン半島攻略戦

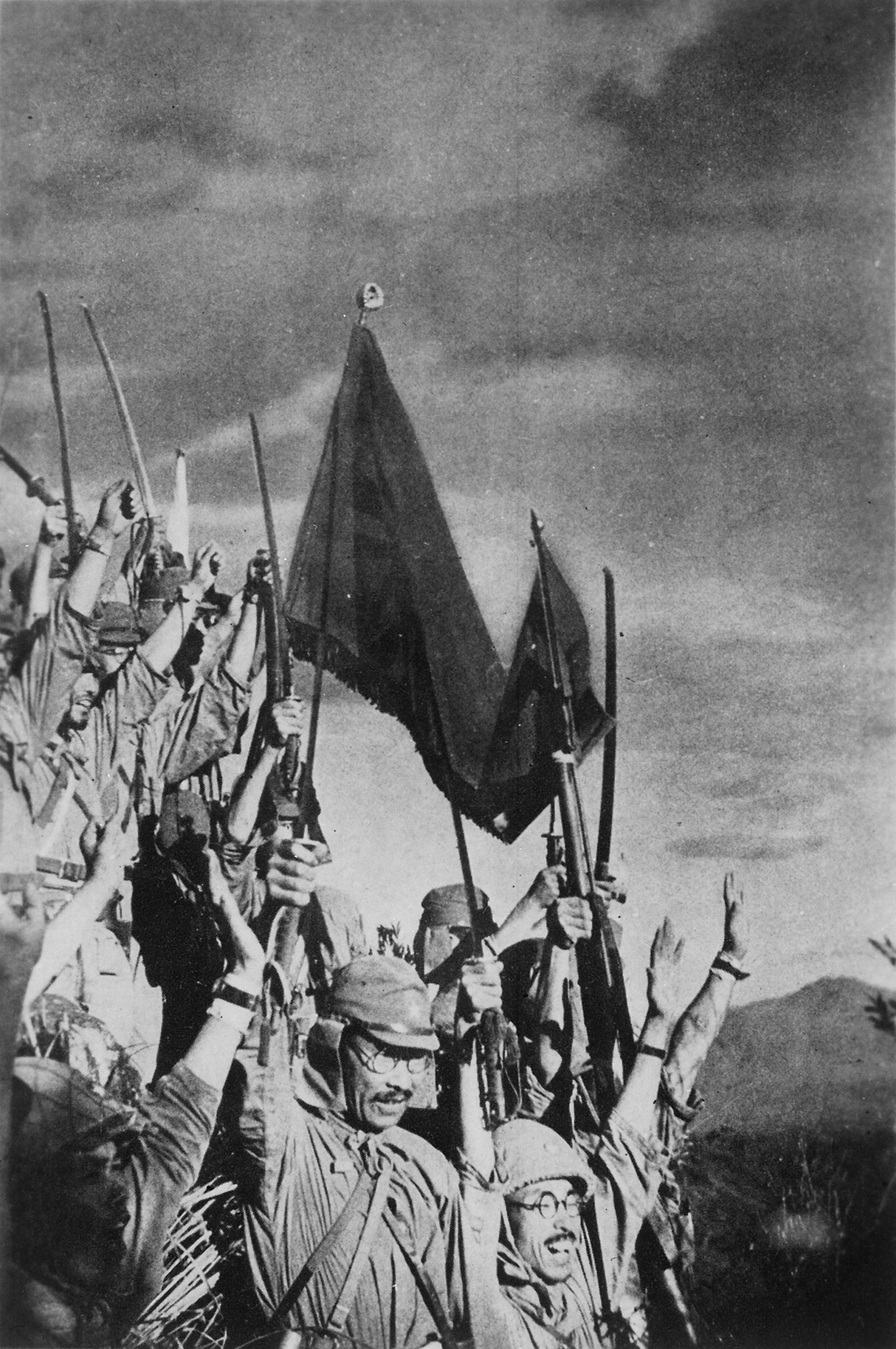
バターン半島を制圧した日本軍

バターン半島の戦線が膠着したことで、犠牲を払ってでもこれを攻略すべきか、あるいは封鎖するにとどめるべきか、第14軍、南方軍、大本営のいずれにあっても議論が分かれた。アメリカ軍主力艦隊は真珠湾で痛手を受けており、当面はバターン半島救援は不可能である。封鎖を続けていれば遠からず食糧弾薬が底をつくことは明らかであった。しかし日本軍には攻略を急がざるを得ない理由もあった。日本軍は満州でソ連軍と対峙し、中国大陸から東南アジアに至る広大な地域で作戦を展開中で、長期にわたって封鎖を続ける兵力の余裕はなかった。また、有力な米比軍をマニラの目の前に残したままではフィリピンでの軍政は困難であると判断された。
1月末から2月にかけて、日本軍はアメリカ・フィリピン軍が後退したバガオからオリオンにかけての防衛線に対して攻撃をしたが、日本軍はアメリカ・フィリピン軍を2万5千と過小評価していたのに対し、実際はその3倍の兵力が展開しており、塹壕やトーチカに篭りつつ、一歩も引かない防戦によって、日本軍は多くの損害を出した。しかし、アメリカ軍も状態が良いわけではなく、アメリカ軍に加勢したフィリピン人が日本軍に自ら捕虜になったり、ケソン大統領もフィリピンが中立を宣言する提案をマッカーサーに出した。2月8日、マッカーサーは「壊滅的な大敗北になろうとしている状況の最も有望な解決策になるかもしれない」と述べ、ルーズベルト大統領に電文を送ったが、大統領は拒否した。2月中旬に本間雅晴はシンガポールの陥落に伴い、フィリピンの平定を求められた。
日本軍の方針は十分な兵力を集結しての再攻勢実施に決定した。中支から第4師団（大阪）と永野支隊、香港から香港攻略戦を終えた第一砲兵隊がバターン半島へ集結し、航空部隊は飛行第60、第62、第16戦隊が増強された。このときバターン半島に投入された日本軍の兵力は以下の通りである。
- 16師団（一部欠）
- 第65旅団（一部欠）
- 第4師団
- 永野支隊（第21師団の一部、歩兵第62連隊基幹）
- 第一砲兵隊（重砲兵第1連隊他）
- 飛行第60戦隊（重爆35機）、第62戦隊（重爆25機）、第16戦隊（軽爆32機）

3月24日以降、日本軍の攻撃機は連日爆撃を行った。地上部隊による総攻撃は4月3日に開始された。第一砲兵隊の重砲群がサマット山麓の米比軍陣地に砲撃を加え、前進を開始した第4師団と第65旅団は初日から予定よりも長い距離を突破した。ここまで米比軍の防御の中核を担ってきたフィリピン師団も、長きにわたった戦いの中で反撃の余力は尽きていた。
日本軍は第二線、第三線の防御線を相次いで突破し前進した。4月9日、バターン半島総司令官のエドワード・キング少将が降伏を申し入れ、残余の部隊も11日までに大半が降伏した。捕虜は7万以上。これは日本軍が推定していた人数の2倍に上った。

### コレヒドール攻略

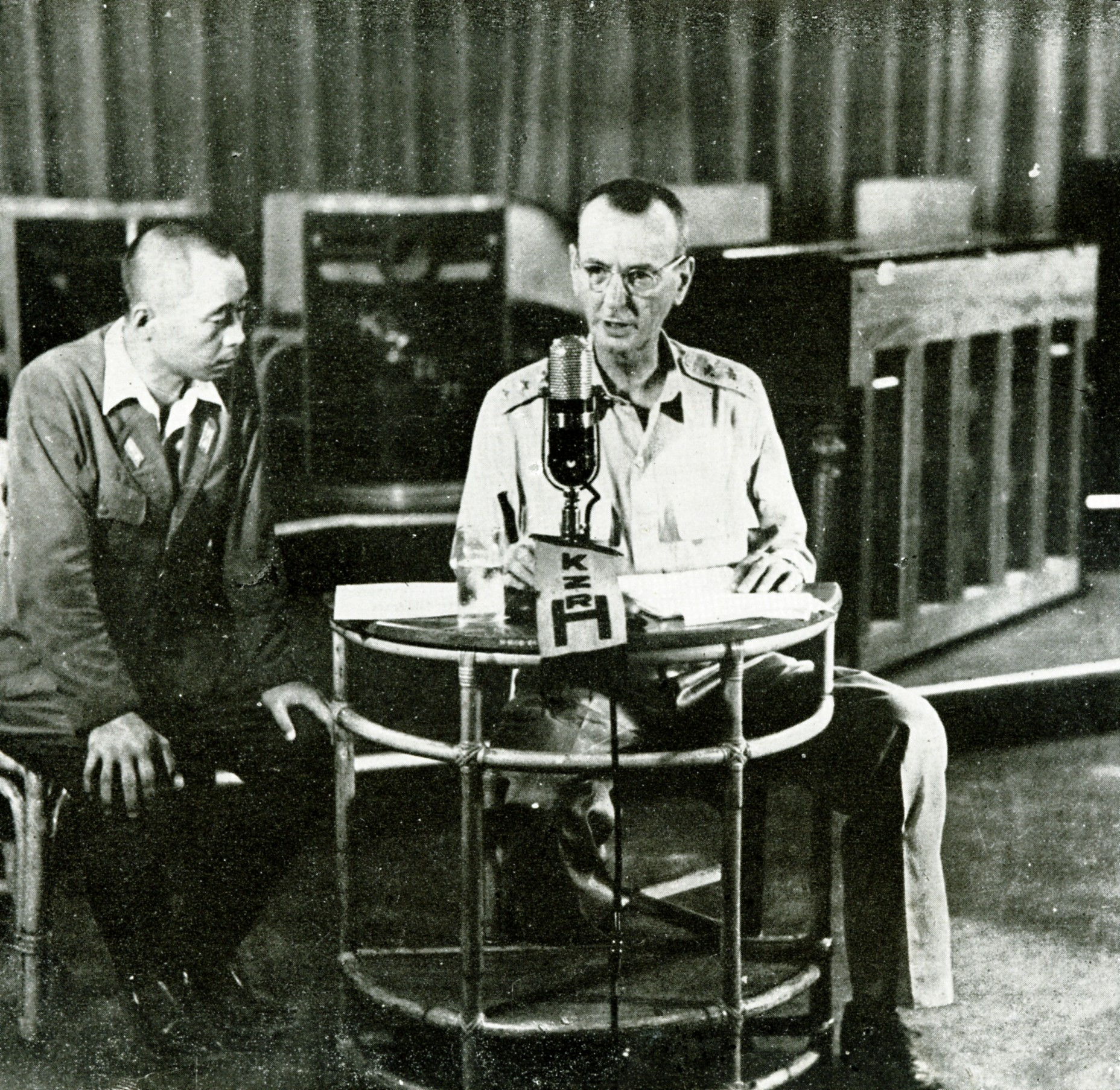
KSRHラジオから全軍へ降伏を命じるウェンライト中将（1942年5月6日）

バターン半島の沖合いのコレヒドール島はスペイン統治時代からマニラ湾の入口を守る要塞として整備されていた。アメリカはワシントン海軍軍縮条約の制限が切れた1936年から補強工事を再開し、30センチカノン砲8門、30センチ榴弾砲12門、隣のフライレ島に配置された36センチ砲4門をはじめとする重砲群、巨大な地下室、発電所、電車まで備えた近代的要塞を構築していた。守備兵力はアメリカ第4海兵連隊を中心に、バターン半島から移動してきた部隊など12,000であった。
4月14日、バターン半島先端に進出した重砲兵第1連隊の24センチ榴弾砲が砲撃を開始した。互いに海越しに重砲を撃ち合う砲撃戦はしばらく続いたが、19日午後、24センチ徹甲榴弾の1発が要塞の弾薬庫に命中し大爆発を起こした。これで砲撃戦の決着はついた。
日本軍は5月5日の夜に上陸作戦を実施し、歩兵第61連隊の2個大隊と戦車第7連隊の一部がコレヒドール島の北東端に取り付いた。守る米比軍の砲火は激しく、一部は逆襲に出たものの、日本軍は橋頭堡を確保した。6日正午、マッカーサーの後任の司令官に就いていたウェインライト中将（3月22日に昇進）が降伏を申し入れた。本間中将は、降伏はフィリピン全土の米比軍が伴わなければならないと主張し、ウェインライト中将もこれを受諾した。翌日までにコレヒドール島の全軍が降伏した。

### ビサヤ・ミンダナオ攻略
フィリピン南部のミンダナオ島では、第16師団三浦支隊と第56師団坂口支隊が12月20日にダバオに上陸し現地在住の邦人保護にあたっていた。本格的な第二期作戦は3月18日に策定され、川口支隊（第18師団の一部）と河村支隊（第5師団の一部）がまずビサヤ諸島、次いでミンダナオ島を攻略した。1942年3月2日に日本軍はミンダナオ サンボアンガに上陸し、4月には米軍は降伏した。
5月8日、ウェインライト中将の降伏指令がビサヤ・ミンダナオの米比軍部隊にも到達した。10日、司令官のシャープ少将は河村支隊長に対し降伏した。その後6月9日までに、孤立した地域の小部隊を除いて米比軍の全部隊が降伏した。

## 参加兵力

### 日本軍
- 陸軍

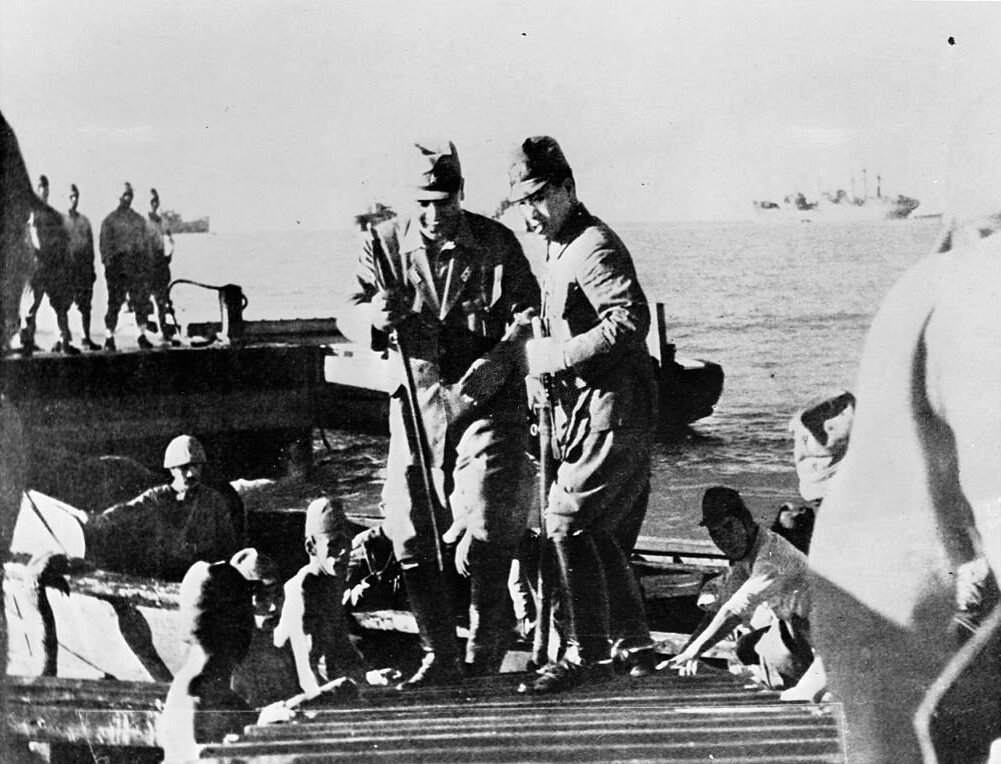
リンガエン湾に上陸する本間中将

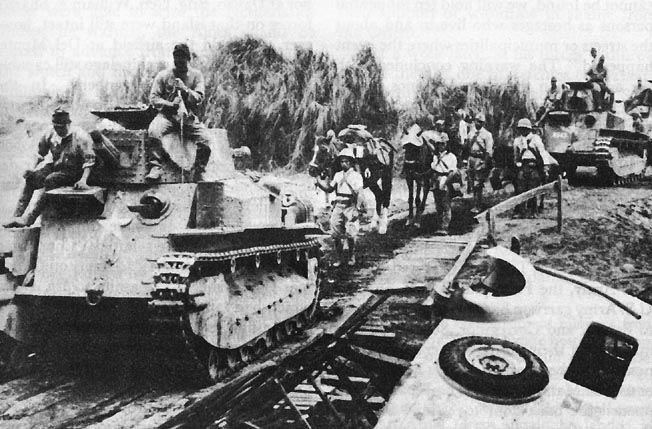
マニラへ向けて進撃する日本軍戦車隊

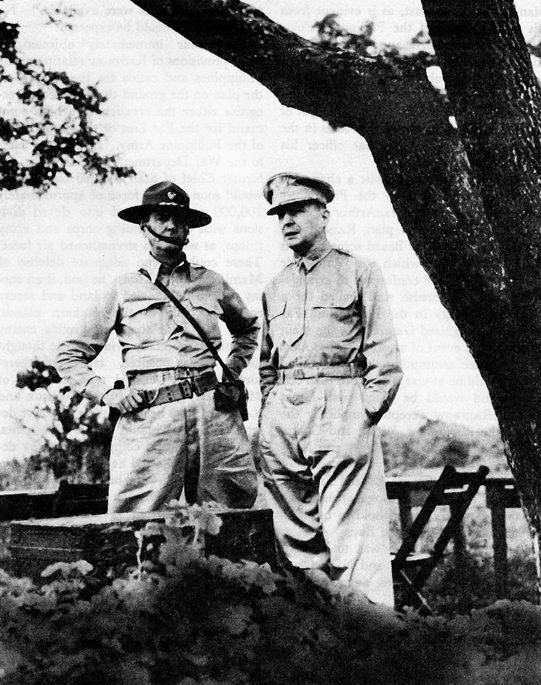
ウェーンライト少将（左）とマッカーサー司令官

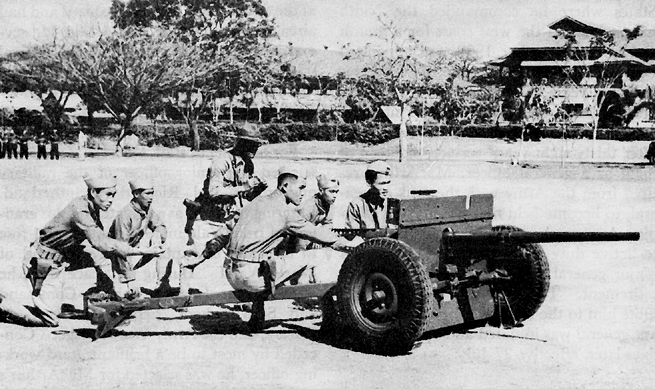
アメリカ陸軍スカウト部隊

  - 第14軍 - 司令官：本間雅晴中将、参謀長：前田正実中将
    - 第16師団 - 師団長：森岡皐中将、歩兵第9連隊（上島支隊及び左側支隊として12/22リンガエン湾上陸）、歩兵第20連隊（師団主力、12/24ラモン湾上陸）、歩兵第33連隊（木村支隊、12/12レガスピー上陸、一部は三浦支隊として12/20ダバオ上陸）、捜索第16連隊、野砲兵第22連隊、工兵第16連隊基幹
    - 第48師団 - 師団長：土橋勇逸中将、台湾歩兵第1連隊、台湾歩兵第2連隊（田中支隊および菅野支隊として12/10にアパリとビガンに上陸）、歩兵第47連隊、捜索第48連隊、山砲兵第48連隊、工兵第48連隊基幹（開戦時兵力15,663名、12/22リンガエン湾上陸）
    - 第65旅団 - 旅団長：奈良晃中将、歩兵第122、第141、第142連隊基幹（開戦時兵力7,300名、1/1リンガエン湾到着）
    - 戦車第4、第7連隊
    - 野戦重砲兵第1、第8連隊
    - 独立工兵第3連隊
    - 第5飛行集団 - 集団長：小畑英良中将、作戦機192機（重爆27、軽爆54、戦闘機72、偵察機27、直協機12）

  - 第16軍
    - 坂口支隊 - 第56師団の一部、歩兵第146連隊基幹（12/20のダバオ上陸に参加の後蘭印作戦に参加）

  - 増援部隊（2月以降到着）
    - 第4師団 - 師団長：北野憲造中将、歩兵第8、第37、第61連隊、騎兵第4連隊、野砲兵第4連隊、工兵第4連隊基幹（2/27から4/3にリンガエン湾到着）
    - 第1砲兵隊 - 司令官：北島驥子雄中将、重砲兵第1連隊（45式24榴8）、砲兵情報第5連隊基幹（司令部は3/28リンガエン湾到着）
    - 永野支隊 - 第21師団の一部、歩兵第62連隊基幹（2/26リンガエン湾到着）
    - 川口支隊 - 第18師団の一部、歩兵第124連隊基幹（4/10セブ島上陸、4/29コタバト上陸）
    - 河村支隊 - 第5師団の一部、歩兵第41連隊基幹（4/16パナイ島上陸、5/3カガヤン上陸）
- 海軍
  - 比島部隊
    - 第三艦隊 - 司令長官：高橋伊望中将、参謀長：中村俊久少将、重巡洋艦摩耶、軽巡洋艦長良基幹

  - 南方部隊航空部隊
    - 第十一航空艦隊 - 司令長官：塚原二四三中将、参謀長：大西瀧治郎少将、作戦機308機（艦上戦闘機123、陸偵15、陸攻146、大偵24）

第14軍の開戦時兵力は軍主力34,856名、船舶部隊4,633名、第5飛行集団3,621名であった。軍の主力を担うのは第48師団（台湾）であった。同師団は1940年（昭和15年）に台湾混成旅団から改編された自動車編成の機械化師団で、兵士は主に九州出身であった。ただし同師団はフィリピン作戦の終了後直ちに蘭印作戦に転用される予定となっていた。第16師団（京都）はフィリピン各地に分散上陸し補助的な役割を担ったが、戦力としては一流の野戦師団であった。第65旅団は中国・四国地方で編成された部隊であった。占領地守備を目的としていた部隊であり、編成や装備は野戦師団に比べて著しく劣っていた。
2月以降、増援部隊として第4師団、第1砲兵隊、永野支隊（第21師団の一部）が投入された。またビサヤ・ミンダナオ方面の攻略のために川口支隊（第18師団の一部）と河村支隊（第5師団の一部）が投入された。

### 連合国軍
- アメリカ極東陸軍 - 司令官：ダグラス・マッカーサー（少将待遇）
  - アメリカ陸軍極東派遣部隊 - 司令官：ジョージ・グルナート少将
    - 北部ルソン部隊 - 司令官：ジョナサン・ウェインライト少将、第26騎兵連隊（PS）、第45歩兵大隊（PS）、2個重砲兵大隊（PS）、1個山砲大隊（PS）、フィリピン第11、第21、第31歩兵師団、フィリピン第71歩兵師団（実際には極東陸軍司令部直轄）
    - 南部ルソン部隊 - 司令官：ジョージ・パーカー准将、フィリピン第41、第51歩兵師団
    - ビサヤ・ミンダナオ部隊 - 司令官：ウィリアム・シャープ准将、フィリピン第61、第81、第101歩兵師団
    - 予備部隊（マニラ北方に配置）、フィリピン師団（en:U.S. Philippine Division、フィリピン唯一のアメリカ軍正規師団であるが、人員の8割はPS）、第86野戦砲兵連隊（PS）、フィリピン第91歩兵師団、極東空軍、フィリピン軍司令部、アメリカ極東軍司令部
    - 港湾守備部隊（コレヒドール島などのマニラ湾入口を守備）、5個沿岸砲兵連隊

  - アメリカ極東航空軍（en:Far East Air Force (United States)） - 司令官：ルイス・ブレリートン（en）少将
    - 作戦機249機（B-17爆撃機35、P-40戦闘機107、P-35戦闘機52、P-26戦闘機16、B-18爆撃機18、A-27攻撃機9、B-10爆撃機12）

1941年12月当時、アメリカ軍とフィリピン軍は合わせて約15万の兵力を有していた。フィリピン軍はマッカーサーの指導の下で名目上は10個師団（定数は各7500人）にまで増強されていたが、編成途上・訓練未了の部隊も多かった。アメリカ陸軍極東派遣部隊の兵力は31,095名で、フィリピン人部隊(「フィリピン・スカウト」（PS、en:Philippine Scouts）)11,957名。アメリカ本国の兵士も8,500名が加わっていた。アメリカ極東航空軍は当時アメリカ国外駐屯の航空部隊としては最大の規模であり、特に最新鋭のB-17爆撃機は日本軍にとって大きな脅威になると予想された。

## 影響

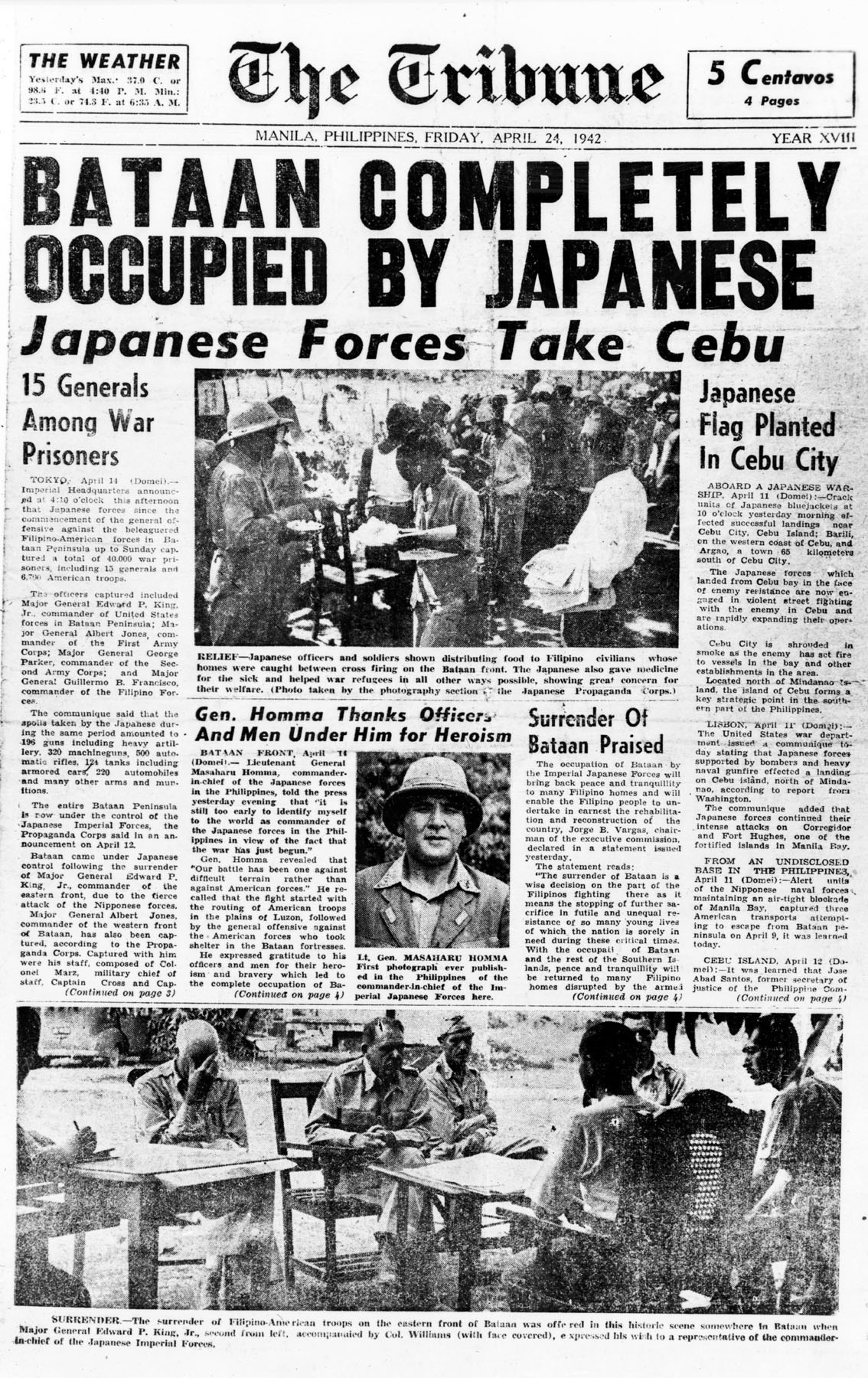
バターン半島陥落を報じる1942年4月24日付け『ザ・トリビューン』

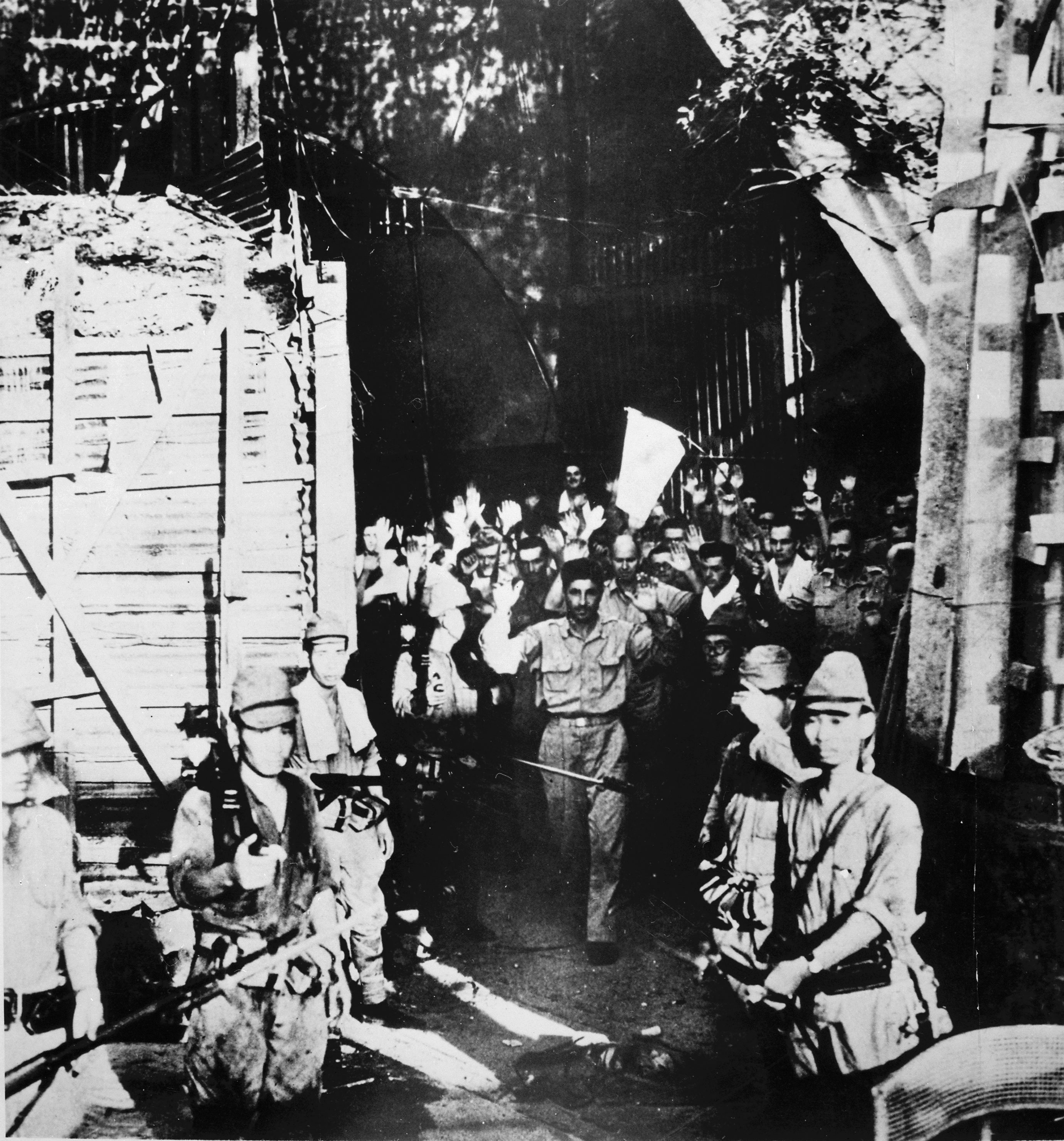
コレヒドール島で降伏するアメリカ軍

日本軍がコレヒドール島を攻略したときマッカーサー司令官の姿はすでになかった。ルーズベルト大統領はマッカーサーに対してオーストラリアへ向かうよう指示しており、3月12日、マッカーサーと家族や幕僚たち（後にGHQの幹部を務めたサザーランドやウィロビーらもいた）は魚雷艇でコレヒドール島を脱出、ミンダナオ島に到達してB-17でオーストラリアへ飛び立った。マッカーサーの「アイシャルリターン」（私は必ず戻る）というスピーチは3月20日にオーストラリアでなされたものである。マッカーサーはそこで南西太平洋地域の連合軍最高司令官に就任した。
45日間でフィリピンを攻略するという日本軍の予定は150日もかかるという結果になった。真珠湾攻撃の屈辱に沈むアメリカで、「シンガポールは落ちたがコレヒドールは健在である」というニュースは国民を勇気付け、マッカーサーは英雄となった。アメリカ軍がガダルカナル島で本格的反攻に転じるのはコレヒドール島の陥落からわずか3か月後のことである。
フィリピンの戦いでの第14軍の損害は以下の通りであった。
- 第1期（12/8～1/8、開戦よりマニラ攻略まで） - 戦死 627、戦傷 1,282、行方不明 7
- 第2期（1/9～2/8、第一次バターン半島攻略戦） - 戦死 2,725、戦傷 4,049、行方不明 230
- 第3期（2/9～4/13、第二次バターン半島攻略戦） - 戦死 382、戦傷 1,020
- 第4期（4/14～5/7、コレヒドール要塞攻略戦） - 戦死 396、戦傷 457、行方不明 50

日本軍に降伏した捕虜の人数は第1期 606名、第2期 150名、第3期 70,380名、第4期 12,495名、合計 83,631名であった。日本軍はバターン半島での7万という捕虜の後送に手間取りバターン死の行進を引き起こす。各地に分散していたフィリピン軍兵士の多くは逃亡帰郷したが、フィリピンでの日本軍の軍政は物資不足やインフレーションを招いて人々の反発を受け、元兵士の多くがユサッフェ・ゲリラ（米軍指揮下）やフクバラハップ（共産党系）といった抗日ゲリラに転じた。
マッカーサーの失策は、積極的な全土防衛策を推進したことでバターン半島に集積されるべき戦略物資を分散させてしまったことである。とはいえバターン半島篭城を決意して以降のマッカーサーの作戦指揮は的確であった。またフィリピンでの戦闘はアメリカ軍にとって第一次世界大戦以降初めての本格的戦闘であり、この戦いで得られた貴重な戦訓はマッカーサーと彼の幕僚たちによって咀嚼され、対日戦勝に向けた原動力となった。
日本軍は、第14軍司令官本間雅晴中将と参謀長前田正実中将を、バターン半島での拙戦を理由に予備役に編入した。
フィリピン独立運動家などは武装組織マカピリを設立して日本軍の支援を行った。

## 主題にした作品
映画
- 『あの旗を撃て コレヒドールの最後』（1944年、東宝、阿部豊監督、主演大河内傳次郎、特撮技術は円谷英二が担当した。）
- 『バターンを奪回せよ』（1944年、アメリカ、エドワード・ドミトリク監督、主演ジョン・ウェイン、アンソニー・クイン）
- 『コレヒドール戦記』（1945年、アメリカ、ジョン・フォード監督、主演ロバート・モンゴメリ、ジョン・ウェイン）
- 『マッカーサー』（1977年、アメリカ、ジョセフ・サージェント監督、主演グレゴリー・ペック）
- 『フィリピン陥落 -バターン半島1942』（en:Women of Valor、1986年、アメリカ、バズ・キューリック監督、主演スーザン・サランドン、粟津號、パトリック・ビショップ）　原題のように米陸軍の従軍看護婦の話である。邦題とは違ってバターン半島の場面は冒頭のみで、後半はもっぱら収容所での生活と解放までの話である。この手の映画にありがちな時代考証の間違いは多く見受けられ、とりわけ日本軍の描写、日本文化への無知など不自然な箇所がある。例えば日系人の帝国陸軍将校が捕虜収容所長となっているなど、考証的にもありえないキャストが登場する。また、米人看護婦側の描写や設定についても、ニューヨーク・タイムズなどに批判された。

ゲーム
- 『1942』（ボードゲーム）、コマンドマガジン日本版第57号 国際通信社